# Bangkalan (stad)
Bangkalan is een stad en onderdistrict op het eiland Madura in Indonesië. De plaats is de hoofdstad van het regentschap (kabupaten) Bangkalan.
Bangkalan ligt aan de westkust van eiland, aan de Straat Madura, en is sinds 2009 door de Suramadubrug (Surabaya-Madura) verbonden met Surabaya op Java.